# Aloysius Winter
Aloysius Winter (n. 29 octombrie 1931, Besch⁠(d), Saarland, Germania – d. 26 martie 2011, Perl, Saarland, Germania) a fost un teolog romano-catolic.

## Viața
A fost al treilea fiu al familiei Winter. A urmat școala în Hanovra, unde a obținut diploma de bacalaureat în 1950. Studiază filosofia și teologia la Trier, Roma, Münster și Mainz. A fost hirotonit la Roma în 1956 și a obținut titlul de doctor în teologie în 1960. Din 1975 a fost profesor la facultatea de teologie din Fulda.
A fost un critic al expansiunii islamice în Europa. În noaptea zilei de 24 iunie 2010 a fost victima unei tâlhării, care a avut loc la domiciliul său. Infractorul, un dependent de droguri, a fost prins și condamnat la 9 ani de închisoare.

## Publicații
- Trösterin der Betrübten. Knecht, Frankfurt am Main 2003, ISBN 3-7820-0878-2
- Die überzeitliche Einmaligkeit des Heils im „Heute“. Ars Una, Neuried 2003, ISBN 3-89391-459-5
- Unser Glaube - eine Zumutung? Knecht, Frankfurt am Main 2001, ISBN 3-7820-0861-8
- Der andere Kant. Olms, Hildesheim 2000, ISBN 3-487-11081-4